# Гансберг, Фриц
Фридрих (Фриц) Гансберг (нем. Fritz Gansberg ; 9 апреля 1871, Бремен — 12 февраля 1950, там же) — немецкий педагог-реформатор, сторонник идей трудовой школы, прозаик.

## Биография
Сын сотрудника крупной табачной компании, позже владельца продуктового магазина. Мать умерла при родах седьмого ребенка. От второго брака отца родилось ещё пятеро детей. С юности планировал стать педагогом.
В 1890 году окончил Бременский педагогический колледж, который принимал только очень одарённых учеников. Учился вместе с Генрихом Шаррельманном. Из-за недостатков и разочарования в системе образования начал искать новые пути в педагогике в начале своей профессиональной деятельности. С 1890 года два десятилетия преподавал в начальной школе. Поскольку Гансберг всю жизнь был холост, то считал свою работу призванием, и всю жизнь посвятил обучению и детям.
Один из представителей крайнего педагогического индивидуализма и теоретиков «свободного воспитания». Отвергал систему в преподавании; требовал индивидуалистического подхода к ребёнку и воспитания в нём прежде всего воли, творчества и чувства. Физический труд как способ проявления творчества в школе необходим, необходимо и художественное воспитание, а также воспитание религиозное—не в смысле обучения религии по программам, а в смысле развития чувства «благоговения перед бесконечностью, воодушевления перед великим в человеческой жизни и природе», которым должно быть проникнуто все преподавание. Интеллектуальному элементу автор придаёт лишь второстепенное значение.
Автор многочисленных методически проработанных книг для чтения, среди которых хрестоматия «У нас дома» (1905; переиздана, в том числе в 1954), пособий по развитию речи для немецкой народной школы.
Умер от сердечного приступа.

## Избранные публикации
- Plauderstunden. Schilderungen für den ersten Unterricht. 1902
- Bei uns zu Haus. Eine Fibel für kleine Stadtleute. 1905[2]
- Fibelfreud und Fibelleid — Eine Begleitschrift zu der Fibel für Stadtkinder Bei uns zu Haus. 1905
- Schaffensfreude — Anregungen zur Belebung des Unterrichts. 1907 (2. Auflage)
- Streifzüge durch die Welt der Großstadtkinder. Ein Lesebuch für Schule und Haus. 1907
- Aus der Urgeschichte der Menschen. Wanderungen durch Heimat und Wildnis. 1908
- Produktive Arbeit — Beiträge zu einer neuen Pädagogik. 1909
- Demokratische Pädagogik. Ein Weckruf zur Selbstbetätigung im Unterricht. 1911
- Schaffensfreude. Anregungen zur Belebung des Unterrichts. 1912
- Wie wir die Welt begreifen — Eine Anleitung zu denkendem Sprachunterricht. 1913
- Der freie Aufsatz. Seine Grundlagen und seine Möglichkeiten. Ein fröhliches Lehr- und Lesebuch. 1914/ 1922
- Grundlinien der Schulorganisation im neuen Volksstaat — Ein Vortrag vor der Bremischen Lehrerschaft im März 1919 gehalten. 1920
- Wie wir die Welt begreifen — eine Anleitung zu denkendem Sprachunterricht. 1920
- Bei uns Zuhaus — Eine Fibel für kleine Stadtleute. 1924
- Die Abenteuer des Simplizissimus — Mit den 18 Bildern der «großen Kriegsübel». 1924
- Heimatkunde in Erzählungen — Die Unterrichtsbücher von Fritz Gansberg, Band 1. 1925
- Abenteuer in fernen Ländern. Geschichten aus der Erdkunde nach berühmten Erzählern. 1933
- Deutschland in Geschichten und Lebensbildern — 1. Teil: Süd- und Mitteldeutschland. 19??
- Deutschland in Geschichten und Lebensbildern — 2. Teil: Norddeutschland. 1937
- Hundert Geschichten vom kleinen Helmut — 1. Teil. um 1940
- Unsere Muttersprache — Ein heimatliches Übungsbuch für den deutschen Unterricht. 1941
- Der Richtungszeiger — Ein Ratgeber im Deutschunterricht insbesondere beim Gebrauch der Arbeitshefte unsere Muttersprache. 1943—1945
- Roland, Monatszeitschrift für freiheitliche Pädagogik: Mitherausgeber zusammen mit Heinrich Scharrelmann